# Monte Herr
Il Monte Herr (in lingua inglese: Mount Herr) è una vetta antartica alta 1730 m, situata 9 km a nordovest del Monte Gould, nelle Tapley Mountains, catena montuosa che fa parte dei Monti della Regina Maud, in Antartide.

## Storia
La denominazione è stata assegnata dall'Advisory Committee on Antarctic Names (US-ACAN) in onore del tenente Arthur L. Herr, Jr. (1932-2011), della U.S. Navy, comandante della squadriglia VX-6 di stanza alla Stazione McMurdo nei periodi 1962–63 e 1963–64.